# Karłowiec
Karłowiec [karˈwɔvjɛt͡s] (deutsch Karlsberg, auch Karlsberg am Queis) ist ein Dorf und Schulzenamt in der Stadt-und-Land-Gemeinde Mirsk (Friedeberg am Queis) im Landkreis Lwówek Śląski (Löwenberg), der zur Woiwodschaft Niederschlesien im Südwesten Polens gehört.
Historisch war das am westlichen Ufer des Queis von Exulanten gegründete Karlsberg eines der östlichsten Dörfer des Queiskreises und der Oberlausitz.

## Geographie
Karłowiec liegt im Mirsker Becken, einem Tal des Isergebirgsvorlandes, rund drei Kilometer nördlich von Mirsk, 20 Kilometer südwestlich der Kreisstadt Lwówek Śląski und 120 Kilometer westlich der niederschlesischen Hauptstadt Breslau (Wrocław). Die tschechische Grenze ist etwa zehn Kilometer in südwestlicher Richtung entfernt.
Südöstlich auf der anderen Queisseite liegt der Ort Brzeziniec (Birkicht). Umgebende Orte sind Zacisze (Hartha) im Norden, Wieża (Wiesa) im Nordosten, Proszówka (Gräflich Neundorf) im Osten, Mirsk im Süden, Giebułtów (Gebhardsdorf) im Südwesten, Augustów (Augustthal) im Westen und Bartoszówka (Scholzendorf) im Nordwesten.
Zwischen Mirsk und Karłowiec mündet die Schwarzbach (Czarny Potok) in den Queis, nachdem sie kurz zuvor bei Giebułtów die Lausitz (Łużyca) aufnahm.

## Geschichte
| Jahr | Einwohner            |
| ---- | -------------------- |
| 1825 | 253                  |
| 1849 | 256                  |
| 1910 | 180 (741 mit Hartha) |
| 1933 | 728 (mit Hartha)     |
| 1939 | 675 (mit Hartha)     |
| 2011 | 88                   |

Nach dem Dreißigjährigen Krieg kamen evangelische Glaubensflüchtlinge infolge der Gegenreformation unter anderem aus den österreichischen Ländern Böhmen und Schlesien ins protestantische Kurfürstentum Sachsen. In der Herrschaft Tzschocha entstanden so die Kleinstadt Goldentraum und die Dörfer Hagendorf (1660 unter Christoph von Nostitz angelegt), Scholzendorf, Goldbach und Karlsberg. Karlsberg war nach der Stadt Friedeberg, die 1346 vom Queiskreis an das schlesische Herzogtum Jauer gelangte, flussabwärts der erste Ort auf der oberlausitzischen und somit sächsischen Seite des Queis. Die Bevölkerung des zu Hartha gehörigen Ortes war nach Ober-Wiesa gepfarrt. Noch im Jahr 1825 waren unter den 253 Einwohnern nur drei Katholiken.
Die Grenze zwischen Friedeberg und Karlsberg blieb auch bestehen, nachdem die Stadt nach dem Ersten Schlesischen Krieg 1742 zusammen mit dem größten Teil Schlesiens an Preußen fiel und das Königreich Sachsen bei seiner erzwungenen Teilung infolge des Wiener Kongresses 1815 unter anderem die Ostoberlausitz an Preußen abtreten musste: Karlsberg kam 1816 zum Landkreis Lauban, während Friedeberg dem Landkreis Löwenberg in Schlesien eingegliedert wurde.
Karlsberg wurde Teil des 1874 gebildeten Amtsbezirks Gebhardsdorf, der am 1. Januar 1908 aus den Landgemeinden Gebhardsdorf, Hartha, Karlsberg und Wiesa sowie den Gutsbezirken Gebhardsdorf, Hartha und Wiesa bestand. Am 1. Oktober 1938 wurde das nach Einwohnern etwa dreimal so große Hartha in Karlsberg eingegliedert. Der Grund dafür dürfte in der staatlich forcierten Tilgung des auf -a endenden und somit als slawisch angesehenen Ortsnamens zu suchen sein, bereits im Vorjahr wurde Wiesa in Wiese (Niederschles.) umbenannt.
Als Folge des Zweiten Weltkriegs und der Westverschiebung Polens fiel Karlsberg 1945 an Polen und wurde in Karłowiec umbenannt. Die deutsche Bevölkerung wurde vertrieben, unter den Neuansiedlern waren Vertriebene aus Ostpolen.
Bei den polnischen Verwaltungsreformen wurde der Ort 1975 der Woiwodschaft Jelenia Góra (Hirschberg) und 1999 der neugeschaffenen Woiwodschaft Niederschlesien zugeordnet.

## Bauwerke

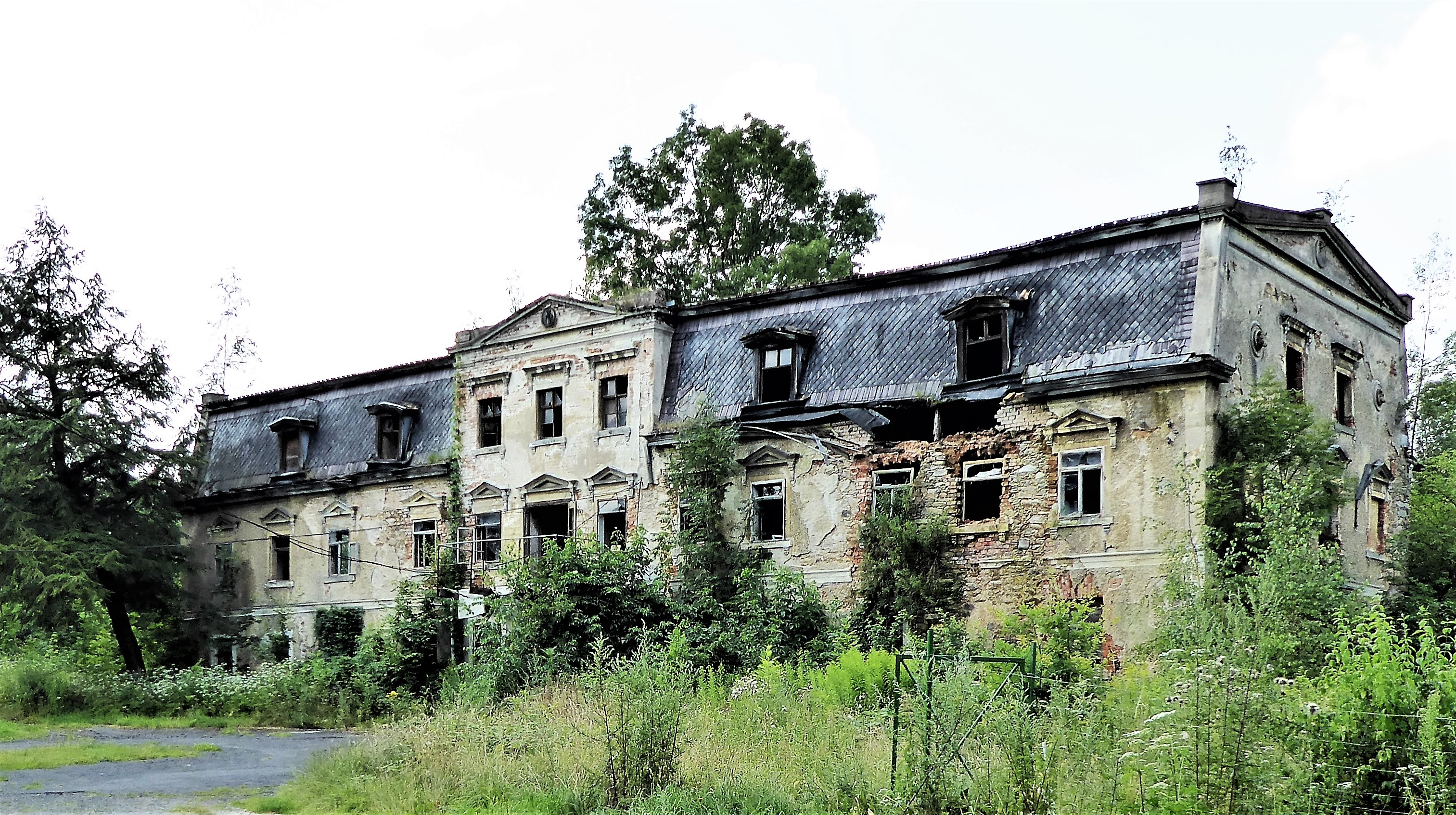
Ruine des Schlosses

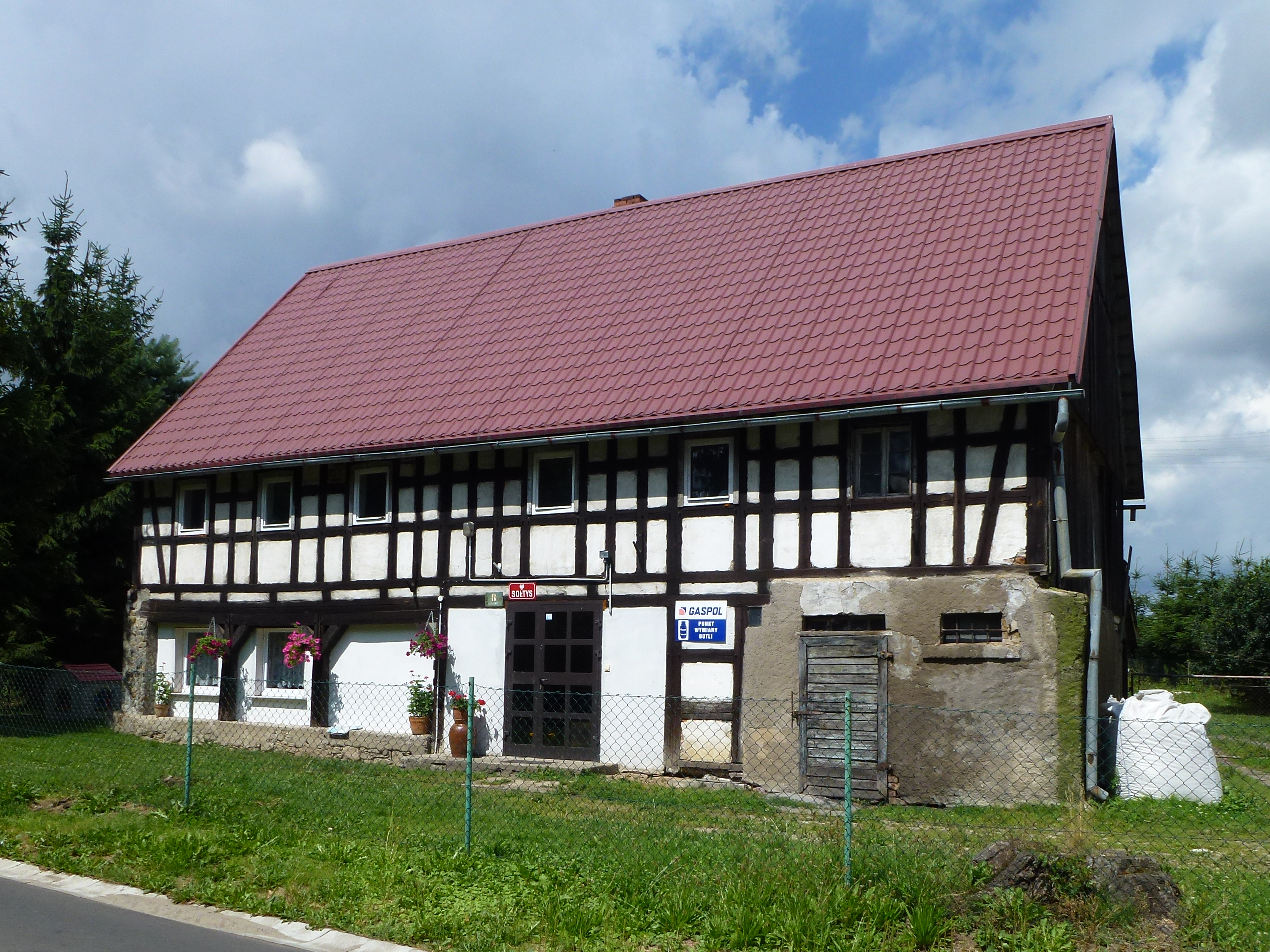
Karłowiec Nr. 8: Umgebindehaus mit Fachwerkobergeschoss

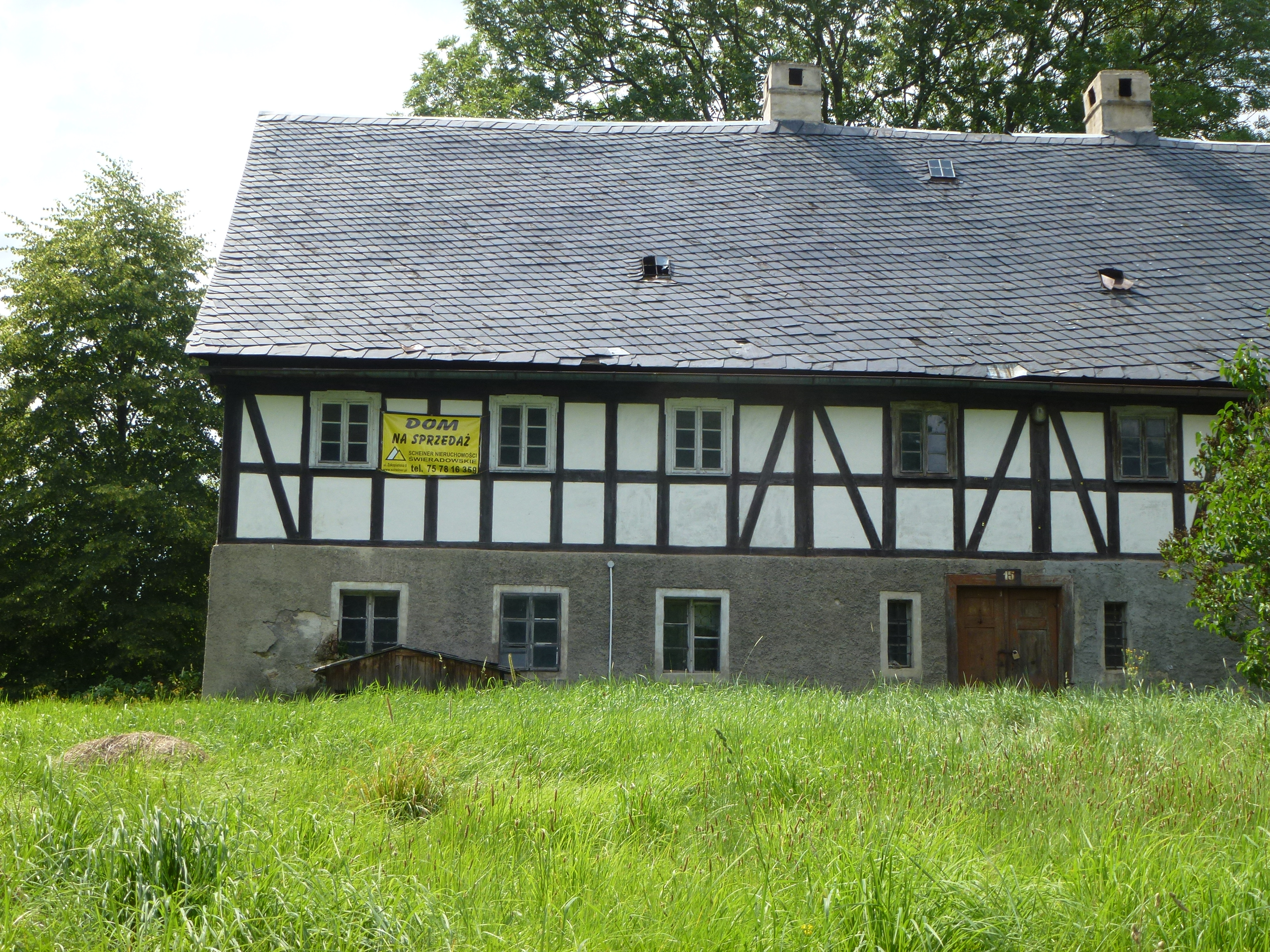
Karłowiec Nr. 15: Massivhaus mit Fachwerkobergeschoss

Das Schloss (Karłowiec Nr. 1) aus dem 19. Jahrhundert ist bei der nationalen Denkmalschutzbehörde Polens, dem Narodowy Instytut Dziedzictwa, seit 1979 als Kulturdenkmal gelistet. Es ist in einem ruinösen, stark sanierungsbedürftigen Zustand.
Seit 2018 steht das Haus Nr. 15 mit Fachwerkobergeschoss ebenfalls unter Denkmalschutz.
Im Ort sind mehrere Umgebindehäuser erhalten, zum Teil mit verputztem Umgebinde.